# 박재현 (야구인)
박재현(朴宰賢, 1974년 2월 8일 ~ )은 전  현대 피닉스의 내야수이자, 현재는 제주고등학교 야구부 감독이다.

## 선수 시절

### 현대 피닉스시절
1996년 쌍방울 레이더스의 2차 4순위 지명을 받았으나, 프로에 진출하지 않고 실업 야구 팀 현대 피닉스에 입단했다.

## 야구선수 은퇴 후
경상중학교, 경북고등학교, 계명대학교 등지에서 야구부 코치를 거쳐 kt 위즈, 삼성 라이온즈에서 코치로 활동했다.
2020 시즌 후 삼성과 결별하고, 이듬해 제주고등학교 야구부 감독으로 취임했다.

## 출신 학교
- 대구옥산초등학교
- 경복중학교
- 경북고등학교
- 계명대학교